# Scipopus cartaboensis
Scipopus cartaboensis är en tvåvingeart som beskrevs av Cresson 1926. Scipopus cartaboensis ingår i släktet Scipopus och familjen skridflugor. Inga underarter finns listade i Catalogue of Life.